# 護摩
護摩（होम，homa），意譯為火供，最早來自於婆羅門教的吠陀祭祀，用以供養火神阿耆尼（梵 Agni）以為驅魔求福之作法。後融入佛教成為修行儀式的一種，目前主要盛行於佛教金剛乘和日本神道教。

## 婆羅門教
護摩源自於吠陀時期印度人的宗教儀式，是以火為印度天神之口，燒供品於火，天神食之，再賜人以福。婆羅門教有四十四種的火供方法。

## 佛教
佛教早期不做祭祀，至大乘佛教中後期吸收部分印度教儀軌，以攝召事火外道。護摩又有内外两種說法：

### 內護摩
内護摩屬於佛教的「出世法」，自身為壇，以如來之智火，燒煩惱之薪。
以自身為壇場，於觀想中，以如來之智火燒除諸業煩惱，此種於心內作觀修法之護摩則稱內護摩。內護摩通常又有五法之別，即：(一)息災法，觀想大日如來之本性。(二)增益法，觀想寶生如來之本性。(三)敬愛法，觀想無量壽如來之本性。(四)鉤召法，觀想不空成就如來之本性。(五)調伏法，觀想阿閦如來之本性。 

### 外護摩
外護摩屬於佛教的「入世法」，需設外壇，以世間之火燒化供品，是密宗事續經常進行的儀式，由上師擇地擇日築壇以供物投火煙供，達「息、增、懐、誅」之效。在東密，要先修十八會瑜伽，再修完胎藏界唸誦法及金剛界唸誦法，才可修護摩法。外護摩也是密宗三大成就法（持明成就、護摩成就、三昧地成就）之一。
- 息災（梵：śāntika, śānticāra，藏：zhi-ba）：

求消除種種災難，如口舌官非、治種種病厄、除煩惱障礙、滅惡業重罪等等。（除貪瞋煩惱或止息國家之災難，佛部）
- 增益（梵：pauṣṭika, puṣṭika，藏：rgyas-pa）：

求福報，如財寶、生意、加薪、升官、延壽等等。（增長定慧之功德或外在之諸種福德，寶部）
- 降伏（梵：abhicāra, ābhicāruka, ābhicāraka，藏：drag-po）：

以慈悲為出發點，調伏自身或他人的惡心惡念，使其向善信佛。（摧破無明、滅諸災殃，金剛部）
- 敬愛（梵：vaśya, vaśīkaraṇa，藏：dbang-ba）：

求圓滿一切人際關係，如增進人際善緣、求婚姻、配偶合和等等。（無戰亂諍鬥之事，並得諸佛菩薩之庇護，蓮華部）
- 鉤召（梵：ākarṣaṇa, ākarṣaṇī，藏：dgug-pa）：

敬愛法所衍。召來人心之諸種祕法，又能攝召三惡趣有情，令生善處，如鉤（aṅkuśa）牽引諸物（諸善集生、萬法現集，羯磨部）。
此五種修法與金剛界五部、五智之內證相應。佛部為息災法，金剛部為降伏法，寶部為增益法，蓮華部為敬愛法，羯磨部為鉤召法。

## 神道
護摩自隨著東密傳入日本後，便逐漸融入神道，成為神道修煉的儀式之一。較著名的神道火供儀式有：
- 愛宕神社（京都府京都市）：千日詣の夕御饌祭（页面存档备份，存于）
- 安井金比羅宮（京都府京都市）：春季金比羅大祭、秋季火焚祭（页面存档备份，存于）
- 八菅神社（神奈川県愛川町）：例大祭の護摩供養火生三昧の修法（页面存档备份，存于）

### 引用
1. ↑  印順導師. . 臺灣: 正聞出版社. 1998-08-01. ISBN 9789579826105 （中文）.
2. ↑  盧勝彥. . 臺灣: 大燈文化. 2007-06-01. ISBN 9789867903488 （中文）. 源自於吠陀時期印度人的宗教儀式，印度人遇有獻祭儀式，即擇地架台，將聖火點燃，主持人唱讚偈，並唸誦諸神的名與咒語，而且加上祈求的話語，一切供養之物，便投入火中焚化。
3. ↑  盧勝彥. . 臺灣: 大燈文化. 2009-08-01. ISBN 9789866564246 （中文）.
4. ↑  釋迦牟尼佛.  （中文）. 外典淨行吠陀，有火祀法，然大乘真言門，亦有火法，所以然者，為攝伏外道火祀者也……佛陀所以如此說，欲伏諸外道，分別邪正，令彼知有真護摩故。佛成正覺，復說十二種火供法，能除盡一切垢障而成大事，不同往昔邪道非法之行也。
5. ↑  盧勝彥. . 臺灣: 大燈文化. 2007-06-01. ISBN 9789867903488 （中文）. 以自身為壇，入火光三昧，除貪瞋癡煩惱。（出世法）
6. ↑  釋迦牟尼佛.  （中文）. 護摩是如來慧火，能燒因緣所生之災橫……煩惱為薪，智慧為火，以是因緣，成涅槃飯，令諸弟子食。
7. ↑  盧勝彥. . 臺灣: 真佛宗出版社.   [2013-04-27]. （原始内容存档于2016-03-04） （中文）.
8. ↑  宗喀巴. . 臺灣: 新文豐出版公司. 1996-08-01 （中文）.
9. ↑  《攝無礙大悲心大陀羅尼經計一法中出無量義南方滿願補陀落海會五部諸尊等弘誓力方位及威儀形色執持三摩耶幖幟曼荼羅儀軌》：「一息災法(用佛部尊等。是故有五智佛)二增益法(用寶部尊。是故有寶、光、幢、笑。求福德者寶。求智慧者光。求官位者幢。求敬愛者笑)三降伏法(用金剛部尊等。是故有五大忿怒尊等)四愛敬法(用蓮華部尊。是故本尊觀世音等)五鉤召法(用羯磨部尊。是故有鉤、索、鎖、鈴等)」
10. ↑  《瑜伽燄口註集纂要儀軌》：「一切如來真實攝經說。大曼茶囉有五部。初佛部。毗盧遮那佛為部主。次金剛部。阿閦佛為部主。次寶部。寶生佛為部主。次蓮華部。阿彌陀佛為部主。次羯磨部。不空成就佛為部主。」